# Олійник Владислав Олександрович
Владислав Олександрович (Нобель)-Олійник (нар. 30 січня 1996) — представник карельського національного руху, пресс-секретар Коаліції, один з співзасновників батальйону «Nord», де є відповідальним за міжнародну кооперацію. З січня 2024 знаходиться в листі «іноагентів», а 21 квітня 2025 був оголошений в федеральний розшук на території РФ. Проживає на території ЄС.

## Біографія

### Дитинство й юність
Народився 30 січня 1996 року на військовій базі в с. Відяєво. В дитинстві проживав в м. Бугуруслан Оренбурзької області. В 17 років долучився до молодіжної організації WotanJugend.
Першу освіту здобув в РАНХіГС в сфері міжнародних відносин з фокусом на північну Європу (бакалавріат), де написав курсову роботу на тему «Феномен неоскандинавізму в сучасних регіональних процесах Північної Європи», та через активну підтримку України, що спричинило тиск зі сторони ВУЗу, був змушений перейти в сферу біо-екології, де закінчив магістратуру в РГГМУ. 4 роки працював екологом.

### Політична діяльність
В 2013 став засновником і адміністратором інтернет-спільноти «Fennoskandia ᛝ Væringjavegr», де займався висвітлюванням історії та культури нордичних та фінно-угорських народів.
З 2014 активно підтримує Україну, в університетські роки брав участь у правому підпільному русі.
Брав участь у форумі вільних народів пост-росії, пресс-секретар «Коаліції» (інтернет-об'єднання політичних організацій і партій, що виступають за звільнення корінних народів Росії). Учасник Антибільшовицького і Антиімперського блоку народів.
З 2022 є поморським етно-активістом карельського національного руху, входить в склад поморської організації «Свободное Поморье», а також пан-фінноугорської організації «Suur-Suomen Sotilaat». Здійснює реалізацію брендованої продукції «Norland».

### Звинувачення в екстремізмі та еміграція
Після початку вторгнення Росії в Україну спільнота Олійника була визнана екстремісткою, а згодом терористичною.
19 січня 2024 року був визнаний «іноагентом» сам Владислав, а 21 квітня 2025 він був оголошений до федерального розшуку на території РФ. До цього Олійник виїхав в Європу.

## Політичні погляди
По словам Олійника, він вважає себе етно-регіональним націоналістом. На його думку традиційний етно-націоналізм нежиттєздатний в умовах нинішньої Карелії.
|                                                           | Етнонаціоналізм зараз маложиттєздатний, оскільки нині в Карелії карели, так само як і інгерманландці, вепси, фіни, помори перебувають у меншості. (...) Я є прихильником етнорегіоналізму. Тобто, наприклад, Карелія має бути карельською. Оригінальний текст (рос.) Этно-национализм сейчас слабо жизнеспособен, поскольку сейчас в Карелии карелы, так же как и Инкери, Вепсы, Финны, поморы находятся в меньшестве. (...) Я сторонник этно-регионализма. То есть, к примеру, Карелия должна быть карельской. |
| — Інтерв'ю YouTube-каналу "Realist Ukraine" (07:56-08:20) | |

В майбутньому бачить Карелію як етно-націоналістичну державу з комплементарними (підпасованими) меншинами інгрійців, вепсів, поморів, саамів, кольських норвежців, тощо, в тому числі нащадків засланих на північ українців та білорусів.
Вірить в можливість збереження Карельської мови шляхом повернення етнічних карел, тобто носіїв мови, з Фінляндії, США, Канади та малих карельських сел. Поштовхом до розвалу (дезінтеграції) Росії бачить можливі політичні або військові поразки, що, аналогічно подіям 1917 року, створять хаос всередині країни.

Україну вважає «щитом Європи» і порівнює війну з Зимовою війною 1939-40 років.
|                                                     | Я вважаю, що Україна, як Фінляндія у 1939-му — тоді від червоної атаки, тепер від коричневої — захищає весь європейський континент. Я думаю, вона стане новим координатором перебудови східноєвропейського простору. Оригінальний текст (рос.) Я считаю что Украина, как Финляндия в 39, что тогда от красной атаки то сейчас от коричневой, защищает весь европейский континент. Я думаю это будет новый координатор по перестройке восточно-европейского пространства. |
| — Інтерв'ю YouTube-каналу "Realist Ukraine" (34:31) | |